# 国泰電影院

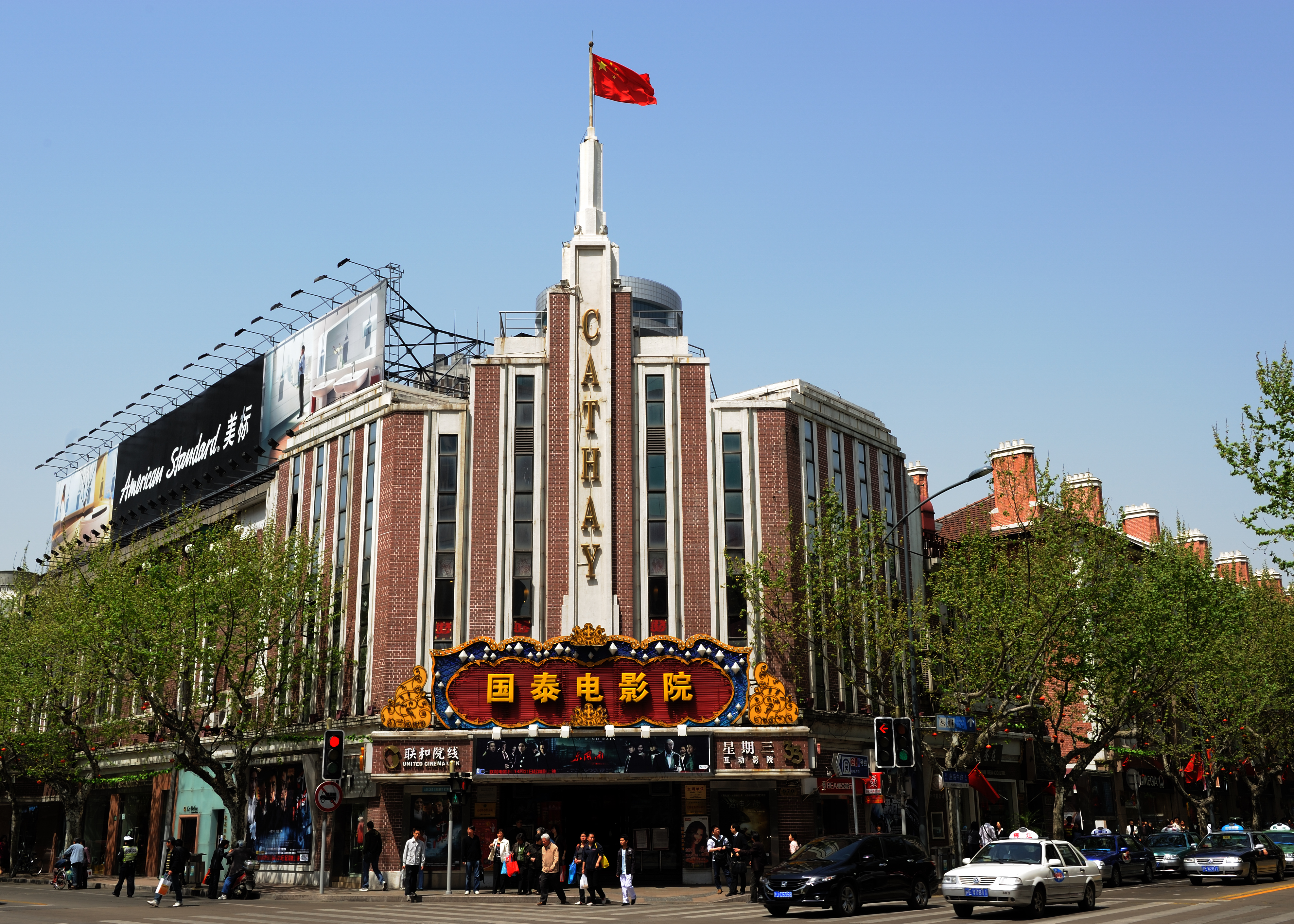
国泰電影院

国泰電影院（こくたいでんえいいん、Cathay Theatre）、は上海市黄浦区淮海中路870号にある映画館である。国泰電影院は1932年に開業し、外観は当時流行ったアール・デコ建築である。1994年、国泰電影院が上海市優秀歴史建築に入選した。
太平洋戦争中、国泰電影院は中華電影公司に接収された。2005年に映画館として再オープンされた。2019年7月15日、国泰電影院が上海最初の24時間営業の映画館になった。